# Сумото
Сумо́то (яп. 洲本市 Сумото-си) — город, расположенный на острове Авадзи в префектуре Хиого, Япония. Площадь города составляет 182,48 км², население — 44 904 человека (1 августа 2014), плотность населения — 246,08 чел./км².
11 февраля 2006 года в состав города Сумото был включен посёлок Госики. При этом заключённый прежде договор о побратимских отношениях между Госики и Кронштадтом был унаследован новым объединённым городом Сумото.